# Caesalpinia porcina
Caesalpinia porcina är en ärtväxtart som beskrevs av Ernst Gottlieb von Steudel. Caesalpinia porcina ingår i släktet Caesalpinia och familjen ärtväxter. Inga underarter finns listade i Catalogue of Life.